# Campeonato da Oceania de Atletismo de 1990
O Campeonato da Oceania de Atletismo de 1990 foi a 1ª edição da competição organizada pela Associação de Atletismo da Oceania entre os dias 11 a 14 de julho de 1990. Teve como sede o Estádio Nacional de Fiji, em Suva, nas Fiji, sendo disputadas 38 provas (22 masculino e 16 feminino). Teve como destaque a Nova Zelândia com 46 medalhas no total, 23 de ouro.

## Medalhistas
Esses foram os resultados da competição. 

### Masculino
| Evento                      | Ouro                              | Ouro     | Prata                                 | Prata    | Bronze                          | Bronze   |
| --------------------------- | --------------------------------- | -------- | ------------------------------------- | -------- | ------------------------------- | -------- |
| 100 metros                  | Joseph Onika · Ilhas Salomão      | 10.75    | Subul Babo · Papua-Nova Guiné         | 10.83    | Jone Delai · Fiji               | 10.92    |
| 200 metros                  | Subul Babo · Papua-Nova Guiné     | 21.60    | Joseph Onika · Ilhas Salomão          | 21.87    | Peauope Suli · Tonga            | 22.04    |
| 400 metros                  | Alex Soqosoqo · Fiji              | 48.31    | Braeman Yee · Fiji                    | 48.45    | Philip Harrison · Nova Zelândia | 49.36    |
| 800 metros                  | Derek Renz · Nova Zelândia        | 1:53.33  | Lui Muavesi · Fiji                    | 1:54.03  | David Savidan · Nova Zelândia   | 1:54.21  |
| 1 500 metros                | Derek Renz · Nova Zelândia        | 3:58.58  | Jamie Strudley · Nova Zelândia        | 3:59.61  | Wally Plath · Austrália         | 4:01.88  |
| 5 000 metros                | Duane Humphreys · Nova Zelândia   | 15:09.87 | Paul Ashford · Austrália              | 15:17.87 | Davendra Singh · Fiji           | 15:19.53 |
| 10 000 metros               | Adrian Wellington · Austrália     | 32:08.46 | Paul Ashford · Austrália              | 32:42.16 | Aaron Dupnai · Papua-Nova Guiné | 32:52.62 |
| 20 km marcha atlética       | Paul McElwee · Nova Zelândia      | 1:39:46  | Dean Nipperess · Austrália            | 1:54:15  | Caleb Maybir · Fiji             | 1:54:34  |
| 110 metros barreiras †      | Robert McNeill · Nova Zelândia    | 15.39    | Johnathan Schmidt · Nova Zelândia     | 15.51    | Homelo Vi · Tonga               | 15.80    |
| 400 metros barreiras        | Johnathan Schmidt · Nova Zelândia | 52.83    | Paeaki Tukaunove Kokohu · Tonga       | 54.30    | Joe Rodan · Fiji                | 54.33    |
| 3.000 metros com obstáculos | Duane Humphreys · Nova Zelândia   | 9:12.83  | Davendra Singh · Fiji                 | 9:21.80  | Wayne Hellmuth · Austrália      | 9:29.97  |
| Maratona                    | Grant McEwen · Nova Zelândia      | 2:30:31  | Adrian Wellington · Austrália         | 2:31:03  | Mervyn Shields · Nova Zelândia  | 2:36:34  |
| 4×100 metros estafetas      | Fiji · Tonga                      | 41.97    |                                       |          | Papua-Nova Guiné                | 42.40    |
| 4×400 metros estafetas      | Fiji                              | 3:15.29  | Papua-Nova Guiné                      | 3:17.80  | Tonga                           | 3:20.05  |
| Salto em altura             | Ray Featherstone · Nova Zelândia  | 2.06     | Joe Ellul · Austrália                 | 1.94     | Jale Waivure · Fiji             | 1.94     |
| Salto com vara              | Marcus Pointon · Nova Zelândia    | 4.40     | Alona Finau · Tonga Homelo Vi · Tonga | 2.70     |                                 |          |
| Salto em comprimento        | Simon Raynes · Nova Zelândia      | 7.21     | Gabriele Qoro · Fiji                  | 7.13     | Aaron Langdon · Nova Zelândia   | 7.02     |
| Salto triplo                | Simon Raynes · Nova Zelândia      | 14.66    | Scott Newman · Nova Zelândia          | 14.44    | Shane Stuart · Austrália        | 14.21    |
| Arremesso de peso           | Douglas Mace · Nova Zelândia      | 15.60    | Cameron McLaughlan · Austrália        | 14.89    | Kevin Galea · Austrália         | 14.86    |
| Lançamento de disco         | Ian Boller · Austrália            | 47.80    | Chris Mene · Nova Zelândia            | 46.96    | Nathan Tait · Nova Zelândia     | 44.04    |
| Lançamento do martelo       | Douglas Mace · Nova Zelândia      | 57.50    | Patrick Hellier · Nova Zelândia       | 50.04    | Vainga Tonga · Ilhas Cook       | 28.74    |
| Lançamento do dardo\|       | James Goulding · Fiji             | 71.54    | Jioji Nadavo · Fiji                   | 63.14    | Ian Swarbrick · Austrália       | 62.12    |

†: Albert Chambonnier, da Nova Caledônia, venceu o evento de 110 m com obstáculos em 15,35 s como convidado. 

### Feminino
| Evento                  | Ouro                               | Ouro     | Prata                            | Prata    | Bronze                               | Bronze   |
| ----------------------- | ---------------------------------- | -------- | -------------------------------- | -------- | ------------------------------------ | -------- |
| 100 metros              | Bindee Goonchew · Austrália        | 12.17    | Heather Shanks · Nova Zelândia   | 12.27    | Vaciseva Tavaga · Fiji               | 12.37    |
| 200 metros              | Bindee Goonchew · Austrália        | 25.30    | Chantal Brunner · Nova Zelândia  | 25.37    | Heather Shanks · Nova Zelândia       | 25.40    |
| 400 metros              | Kirsten Downie · Nova Zelândia     | 56.11    | Melindy Smith · Austrália        | 56.35    | Joanne Todd · Nova Zelândia          | 57.83    |
| 800 metros              | Helen Hawley · Nova Zelândia       | 2:09.35  | Sally Lee · Austrália            | 2:12.31  | Manuela Primavera · Austrália        | 2:16.59  |
| 1 500 metros            | Helen Hawley · Nova Zelândia       | 4:33.17  | Wendy Cottrell · Nova Zelândia   | 4:37.38  | Manuela Primavera · Austrália        | 4:38.64  |
| 3 000 metros            | Wendy Cottrell · Nova Zelândia     | 10:01.72 | Manuela Primavera · Austrália    | 10:18.74 | Jen Allred · Guam                    | 10:20.88 |
| 20 km marcha atlética † | Lee-Ann McPhillips · Nova Zelândia | 1:22:22  | Jen Allred · Guam                | 1:27:10  | Carol Porter · Austrália             | 1:31:12  |
| 100 metros barreiras    | Katie Ackerman · Austrália         | 14.67    | Sarah Lynn · Nova Zelândia       | 15.26    | Lillyanne Beining · Papua-Nova Guiné | 15.49    |
| 400 metros barreiras    | Lily Tua · Papua-Nova Guiné        | 64.31    | Megan Minehane · Austrália       | 64.87    | Janiene Ashbridge · Nova Zelândia    | 67.45    |
| 4×100 metros estafetas  | Nova Zelândia                      | 47.92    | Austrália                        | 48.56    | Fiji                                 | 48.59    |
| 4×400 metros estafetas  | Austrália                          | 3:55.73  | Nova Zelândia                    | 3:57.83  | Fiji                                 | 4:03.73  |
| Salto em altura         | Carmel Corbett · Nova Zelândia     | 1.77     | Shelley Stoddart · Nova Zelândia | 1.77     | Katie Ackerman · Austrália           | 1.68     |
| Salto em comprimento    | Katie Ackerman · Austrália         | 6.01     | Chantal Brunner · Nova Zelândia  | 5.85     | Shelley Stoddart · Nova Zelândia     | 5.46     |
| Arremesso de peso       | Tania Lutton · Nova Zelândia       | 13.52    | Iammo Launa · Papua-Nova Guiné   | 12.87    | Elizabeth Binns · Nova Zelândia      | 12.33    |
| Lançamento de disco     | Jeanette Park · Nova Zelândia      | 47.02    | Tania Lutton · Nova Zelândia     | 38.20    | Mereoni Vibose · Fiji                | 38.08    |
| Lançamento do dardo     | Mereoni Vibose · Fiji              | 48.70    | Iammo Launa · Papua-Nova Guiné   | 48.02    | Shane Edgerton · Austrália           | 44.28    |

†: O evento feminino de 20 quilômetros de marcha atlética foi vencida por Nadia Prasad, da Nova Caledônia, em 1:20:32, como convidado.

## Quadro de medalhas
| Ordem | País             | Medalha de ouro | Medalha de prata | Medalha de bronze | Total |
| ----- | ---------------- | --------------- | ---------------- | ----------------- | ----- |
| 1     | Nova Zelândia    | 23              | 13               | 10                | 46    |
| 2     | Austrália        | 7               | 11               | 10                | 28    |
| 3     | Fiji             | 5               | 5                | 9                 | 19    |
| 4     | Papua-Nova Guiné | 2               | 4                | 3                 | 9     |
| 5     | Tonga            | 1               | 3                | 3                 | 7     |
| 6     | Ilhas Salomão    | 1               | 1                | 0                 | 2     |
| 7     | Guam             | 0               | 1                | 1                 | 2     |
| 8     | Ilhas Cook       | 0               | 0                | 1                 | 1     |
| Total | Total            | 39              | 38               | 37                | 114   |